# Bernard Casnin
Bernard Jean Camille Casnin, né le 17 août 1933 à Saint-Mathurin-sur-Loire dans le département de Maine-et-Loire, est un architecte français, connu pour ses réalisations architecturales dans le domaine social et pour son engagement humaniste, syndical et associatif.

## Biographie
Issu d'une famille très pauvre, il fait sa scolarité primaire, de 1940 à 1947, à l'école publique La Madeleine et, de 1947 à 1951, à l'École des Métiers du Bâtiment de Felletin où il obtient un Brevet d'enseignement industriel tailleur de pierre, et un Certificat d'aptitude professionnelle tailleur de pierre.
À Paris de 1951 à 1952, il suit la formation d'excellence pour le Brevet professionnel tailleur de pierre monuments historiques (BPMH) et travaille pour cela comme ouvrier tailleur de pierre dans une entreprise du bâtiment. De 1952 à 1953, il est dessinateur à l'agence d'architecture des Frères Niermans. De 1953 à 1965, il travaille pour l'architecte Jean de Mailly sur d'importants projets, dont celui du chantier de la tête du Pont de Neuilly, comprenant la Tour Initiale (Tour Nobel) de La Défense.  
En 1965, Bernard Casnin quitte l'Agence de Mailly pour créer son propre Atelier d'architecture. En 1966, il rénove le siège de la Confédération française démocratique du travail (CFDT), rue de Montholon à Paris. En trois ans, il crée un centre aéré au Havre (Seine-Maritime). En 1969 - 1970, il est l’architecte de trois maisons de vacances familiales à Villers-le-Lac, à Laruns et à Soultzeren. Une fois reconnu, le 10 juin 1972, architecte sur dossier et inscrit au tableau de l'Ordre de Architectes, Bernard Casnin va être, pendant 30 années, l'architecte de nombreux logements sociaux et de nombreux équipements de vacances familiales, implantés dans diverses régions de France.

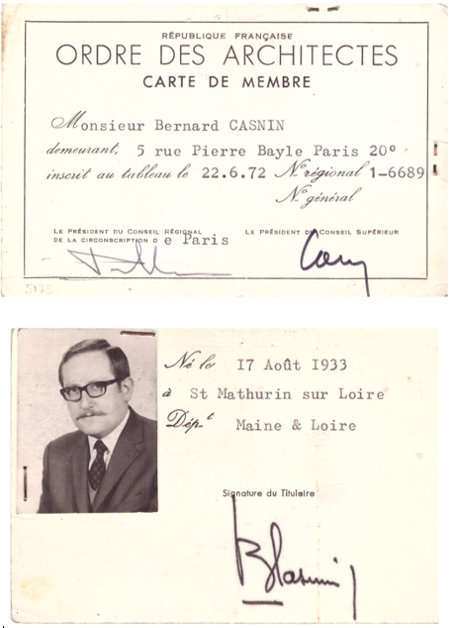
Carte de membre - Ordre des architectes.

En 1972, il réalise la reconstruction de L'Église du Bon-Pasteur de Paris, ainsi que les nouveaux bâtiments qui sont construits dans le 11e arrondissement de Paris : des Habitations à Loyer Modéré (HLM), un centre de santé, et les locaux de l'AGECA. Il s'occupe ensuite des ensembles de logements sociaux et des équipements de formation tel le Centre de formation professionnel Yves Bodiguel à Meudon-la-Forêt, ainsi que des projets divers à caractère social comme le FIAP Jean Monnet. En 1973, il réalise pour la première fois un village de vacances à Serra-di-Ferro en Corse, suivi en 1975 du village de vacances familiales Le Dou de la Ramaz à Longefoy, hameau d'Aime en Savoie .
Une fois son nom établi dans le domaine du tourisme social et familial, il réalise dans la décennie 1976-1986 une série de villages et centres de vacances au rythme de un ou deux par an en moyenne : en 1976 à Savines-le-Lac et Aydat ; en 1978 à Sorges ; en 1980  à Mesnil-Saint-Père et Géraudot tous deux dans la Forêt d'Orient, et à Tonnay-Boutonne. En 1981 il crée le foyer de jeunes travailleurs à Colombes ; puis le centre de vacance en 1982 à Ars-en-Ré, puis en 1983 à Lava, et également à Gréoux-les-Bains et à Sainte-Marie-de-Ré ainsi qu'aux Mathes. En 1984 il réalise le centre de vacance à Soultzeren, où il avait déjà réalisé une maison de vacances, et à Brioude, où il transforme l'ancien couvent de la Vvsitation en village de vacances familiales. Enfin en 1986 il crée un ensemble de 32 chalets de vacances à Val-d'Esquières, hameau de Roquebrune-sur-Argens. Suivent encore en 1987 le centre de vacances et de loisirs à Métabief en association avec J. Tournier, architecte et, assisté de Christian Johanson, il réhabilitate le Fort de la Rade en l'Île-d'Aix  en village de vacances. En 1989, il crée le village de gîtes familiaux de vacances à Madine et le centre de vacances à Antibes. En 1991, il crée le centre de vacances et de loisirs à Dammarie-les-Lys.
Au cours de cette période, Bernard Casnin continue ses réalisations architecturales à Paris dans le domaine du social avec : un ensemble de 100 logements HLM et PLR et Centre Culturel au 83 rue de Ménilmontant à Paris ; l'immeuble à usage de bureaux : siège confédéral de la CFDT au 5 rue Cadet en 1977, puis en 1981, une maison de Retraite à Issy-les-Moulineaux (Hauts de Seine). En 1985, il participe en tant qu'architecte à la rénovation d'un immeuble de bureaux fédérations de la CFDT rue de Montholon, ainsi qu'à la création de l'immeuble de bureaux de l'union départementale des syndicats C.F.D.T. rue Euryale-Dehaynin à Paris. En 1989, il crée la Maison du temps libre à Achères (Yvelines) et en 1991, il est chargé de la réhabilitation totale du foyer international d'accueil de paris, le F.I.A.P. Jean Monnet, 30 rue Cabanis, en association avec l'architecte J. Tournier.
Grâce à l'ensemble de ses réalisations, il est nommé expert judiciaire auprès de la cour d'appel de Paris, le 12 décembre 1990. Il met fin à son activité professionnelle en 1994, et le conseil de l'ordre des architectes, à l'unanimité, lui confère l'honorariat le 6 juin 1994.

## Engagements

### Local
Habitant depuis les années 1950 dans le 11e arrondissement de Paris, il participe activement à la vie locale de cet arrondissement qui constitue son enracinement social et humaniste. Il est président du premier comité d'aide aux sans logis créé dans le 11e arrondissement de Paris à la suite de l'appel de l'Abbé Pierre en 1954. L'union nationale d'aide aux sans-logis (UNASL) devient en 1974 la Confédération générale du logement (CGL) et en 1982 la CGL est reconnue comme association de consommateurs représentative. Il sera souvent le représentant de la CGL et porte-parole pour les Associations de consommateurs.
Il contribue à la création et préside deux associations : l'Association pour la Gestion d'un Centre d'Animation sociale et culturelle (A.G.E.C.A) en 1973,, et l'Association Santé Charonne (A.S.C) en 1978,. En 2003, il est élu président du Comité d'Initiative et de Consultation d'Arrondissement dans le 11e arrondissement , le C.I.C.A 11. Sous sa présidence, pendant 10 ans, de nombreux projets locaux initiés par les associations au sein du C.I.C.A 11, seront ainsi concrétisés. Le 30 septembre 2022, il reçoit la médaille Grand Vermeil par la ville de Paris par la maire de Paris Anne Hidalgo et le maire du 11e arrondissement de Paris François Vauglin.

### Syndicaliste
Bernard Casnin adhère très tôt au syndicat de la Confédération française des travaux de construction (C.F.T.C) qui deviendra Confédération française démocratique du travail (CFDT). Dans les années 1960, il contribue au sein de la Fédération de la construction et du bois à la création du syndicat national qui regroupe tous les salariés de professions en amont de la construction : architectes, métreurs, topographes, et cetera,.
Pendant la période de la guerre d'Algérie, à travers des rencontres à la C.F.T.C, il se lie d'amitié avec Safi Boudissa, secrétaire général de l’Amicale Générale des Travailleurs Algériens (A.G.T.A). Bernard Casnin participe activement aux réflexions sur le cadre de vie, engagées par la C.F.D.T dans les années 1970, aux côtés notamment de Jeannette Laot

### Éducatif
Tout en exerçant sa profession, il assume un rôle déterminant dans la création le 14 juin 1968, de l'Association professionnelle nationale et paritaire pour la promotion sociale des collaborateurs d'architectes (PROMOCA),. Le but de cette association est « d’assumer sur tout le territoire français, l'ensemble des actions de promotion sociale, de formation permanente et de perfectionnement des collaborateurs d'architectes ». De 1968 à 1977, il en est, à titre bénévole, le président national. PROMOCA constitue une référence dans le domaine de la formation professionnelle continue des adultes. Il recevra pour ses services à la tête de PROMOCA, la médaille de l'ordre des architectes.
En 1985, il crée l'Association Espaces et Vie, un lieu ouvert de réflexion et de proposition pour la création du cadre de vie, l'aménagement de l'espace, l'urbanisme, l'architecture en tant qu'enjeu culturel et social fondamental.

### Environnemental
Bernard Casnin en tant que représentant de la Confédération générale du logement (CGL), contribue dès 1992, à l'initiative de la CFDT, en qualité de porte-parole d'associations de consommateurs à la mise en place et au développement de la loi du 13 juillet 1992 relative à l'élimination des déchets, notamment à travers la création d'Eco-emballages et d'Eco-systèmes et la participation aux études de l'ADEME telle que l'étude sur la durée de vie des équipements électriques et électroniques. Cette démarche est à l'origine de la gestion moderne des déchets en France, avec la mise en place et le développement progressif du tri sélectif des déchets produits par les ménages. C'est la première action concrète de protection de l'environnement, entraînant une prise de conscience collective des conséquences de la consommation sur l'environnement. Ainsi se créera une véritable industrie de la gestion des déchets, expression avancée de l'économie circulaire, dans laquelle il aura un rôle important comme membre du Conseil national de la consommation, pour lequel il participe aux Commissions nationales consultatives en tant que représentants des organisations de consommateurs, et membres du Conseil national de la consommation. Il participe activement en 2011 à la 11e assise nationale des déchets en tant que chargé de mission pour le développement durable, Confédération générale du logement lors de la plénière 1 sur l’équilibre du financement du service public des déchets, dont il fait l’introduction.

## Vie privée
Bernard Casnin est marié le 3 juillet 1954 avec Marie-José Pignol. Le couple a trois enfants.

## Publications
- Bernard Casnin et Marie-Jo Casnin, Deux vies dans la France des XXe et XXIe siècles, 2022

Il est l'auteur et collaborateur de nombreux articles et rapports sur le Cadre de vie, l'architecture, l'urbanisme, l'environnement, la gestion des déchets ménagers  et la consommation,,,,,,,,.

## Nominations
Les nominations officielles sont :
- Président du premier comité d'aide aux sans logis créé dans le 11e arrondissement de Paris, à la suite de l'appel de l'Abbé Pierre en 1954[5] ;
- Secrétaire du syndicat national des professions animatrices de la construction - SPAC CFDT en 1960[33] ;
- Membre du Club de réflexion, échanges et projets, créé et animé par Jacques Delors [34];
- Membre du conseil général des bâtiments de France de 1965 à 1970 ;
- Président fondateur de PROMOCA de 1968 à 1977[5] ;
- Membre du conseil supérieur de l'enseignement de l'architecture de 1970 à 1977 ;
- Membre du conseil national des études des collaborateurs d'architectes, siégeant auprès du ministre de l'équipement, de 1970 à 1982 ;
- Membre élu du conseil régional de l'ordre des architectes d’Île-de-France de 1982 à 1986 ;
- Président du comité national pour l'éducation permanente en architecture ;
- Président de l'association nationale Espaces et vie de 1985 à 1998 ;
- Administrateur du Foyer International d'Accueil de Paris (FIAP) Jean Monnet[35] ;

En tant que représentant de la confédération générale du logement et porte-parole des associations de consommateurs :  
- Membre de la commission consultative siégeant auprès du ministre de l'environnement pour l'agrément des organismes chargés de la valorisation et du recyclage des déchets d'emballages ménagers d'équipements électriques et électroniques de 1994 à 2014[20] ;
- Membre du conseil national des déchets siégeant auprès du ministre chargé de l'environnement[5],[36] ;
- Membre du comité de pilotage du plan national de prévention des déchets[37],[23].

## Distinctions

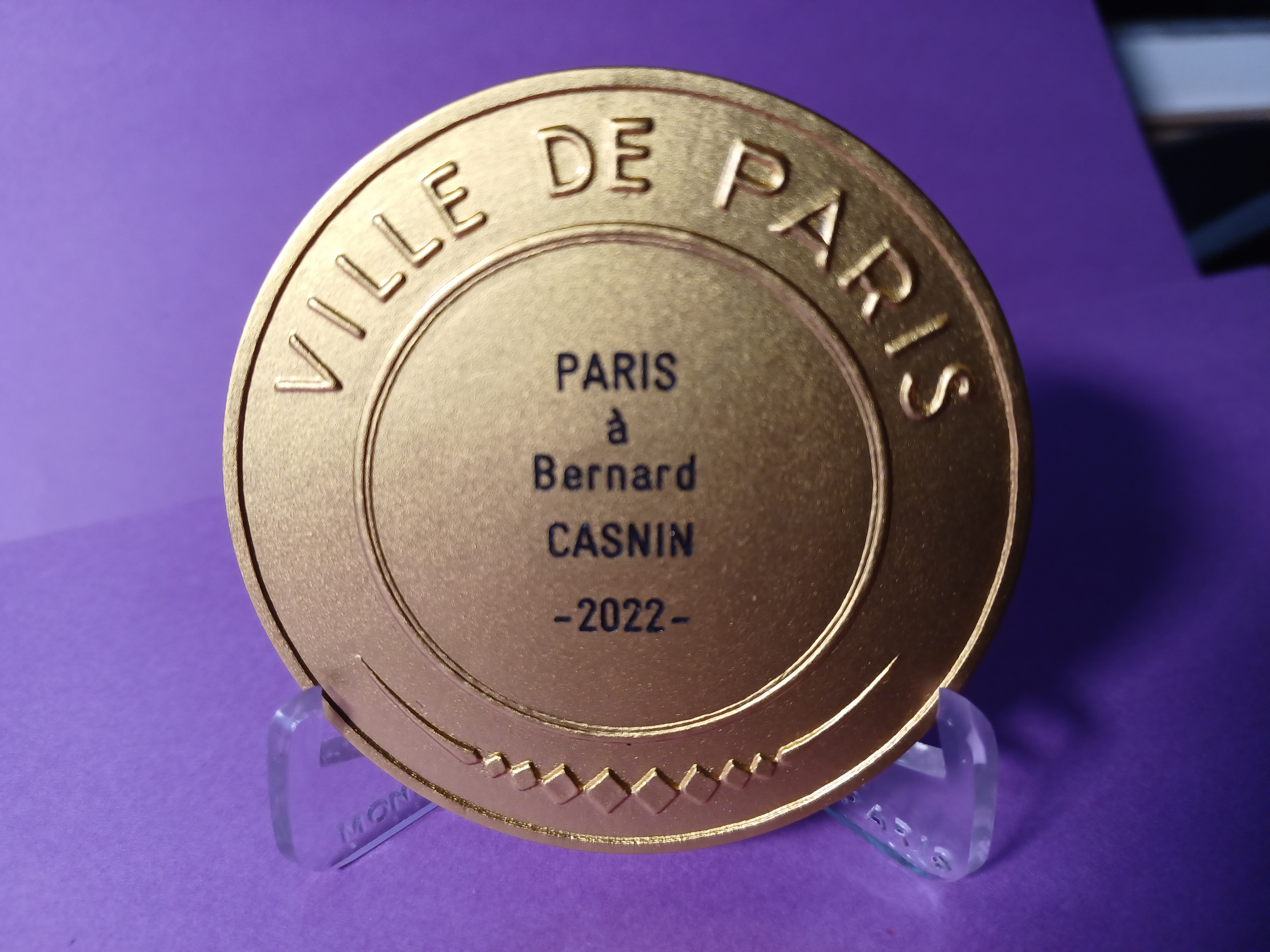
Médaille Grand Vermeil de Paris décernée à Bernard Casnin le 30 septembre 2022.

- Médaille de l'ordre des architectes attribué le 25 novembre 1977 par le conseil supérieur « en hommage à sa contribution à la vie professionnelle, et en reconnaissance des services rendus à la tête de PROMOCA depuis sa création »
- Chevalier de l'ordre du mérite le 29 novembre 1977, officier le 14 novembre 2005 et Commandeur de l'ordre national du Mérite le 12 mai 2012[5],[38].
- Médaille Grand Vermeil par la ville de Paris, le 30 septembre 2022 par la maire de Paris Anne Hidalgo et le maire du 11e arrondissement de Paris François Vauglin[12].